# Amédée de Pastoret
Amédée, marquis de Pastoret, né à Paris le 2 janvier 1791 et mort le 18 mai 1857 dans la même ville, est un homme politique et auteur français.

## Biographie
Fils du marquis Emmanuel de Pastoret, parlementaire et ministre, et d'Adélaïde Piscatory de Vaufreland, qui promut les premières crèches pour venir en aide aux familles pauvres dont la mère devaient travailler pour pouvoir subvenir aux besoins de leur famille. Il passe une grande partie de son enfance en exil.
Son père étant revenu en grâce auprès de Napoléon, Amédée est envoyé à Rome en 1809 comme secrétaire général du ministre de l'Intérieur du gouvernement provisoire du royaume d'Italie. Il mène une carrière de haut fonctionnaire : auditeur au conseil d'État, administrateur comme intendant de l'Empereur de la Russie blanche en 1812 et des pays allemands au-delà de l'Elbe en 1813, revenant en France comme sous-préfet de Corbeil (avril 1813) puis de Chalon-sur-Saône (janvier 1814). A la première Restauration, il est nommé maître des requêtes, puis, à la seconde Restauration, commissaire du Roi au Sceau de France (1817), gentilhomme de la Chambre du Roi (1820), membre du conseil général de la Seine (1822), membre libre de l'Académie des beaux-arts (1823), commandeur de la Légion d'honneur (1824) et conseiller d'État en service extraordinaire (1825).
Gentilhomme de la Chambre du Roi, il est légitimiste et refuse, tout comme son père, de prêter serment à Louis-Philippe en 1830. Il se mêle alors assez activement aux menées légitimistes et est accusé de tremper dans le complot des tours de Notre-Dame.
En 1840, il est nommé administrateur des biens en France du comte de Chambord, dont il était l'ami.  
Montrant de la sympathie pour le gouvernement du prince Louis-Napoléon, il est nommé sénateur du Second Empire le 31 décembre 1852 et fait grand officier de la Légion d'honneur en 1853.
Il est membre du Conseil municipal de Paris et du Conseil général de la Seine de 1856 à son décès.
Son portrait a été peint en 1826 par Ingres, dont il était proche, et se trouve aujourd'hui au Art Institute de Chicago .   
Amateur d'Art, il est le commanditaire d'autres œuvres d'Ingres, l'Entrée à Paris du dauphin, futur Charles V (1821), La Vierge au voile bleu (1827) et Christ en buste (1834) . Ces deux dernières oeuvres sont aujourd'hui à Sao Paulo, Museu de Arte. 
Il fit également dessiner par Ingres le portrait de son épouse, vendu à Paris, chez Christie"s, en 2010 . 

### Distinctions
- commandeur (1824) puis grand-officier (1853) de la Légion d'honneur

### Mariage et descendance

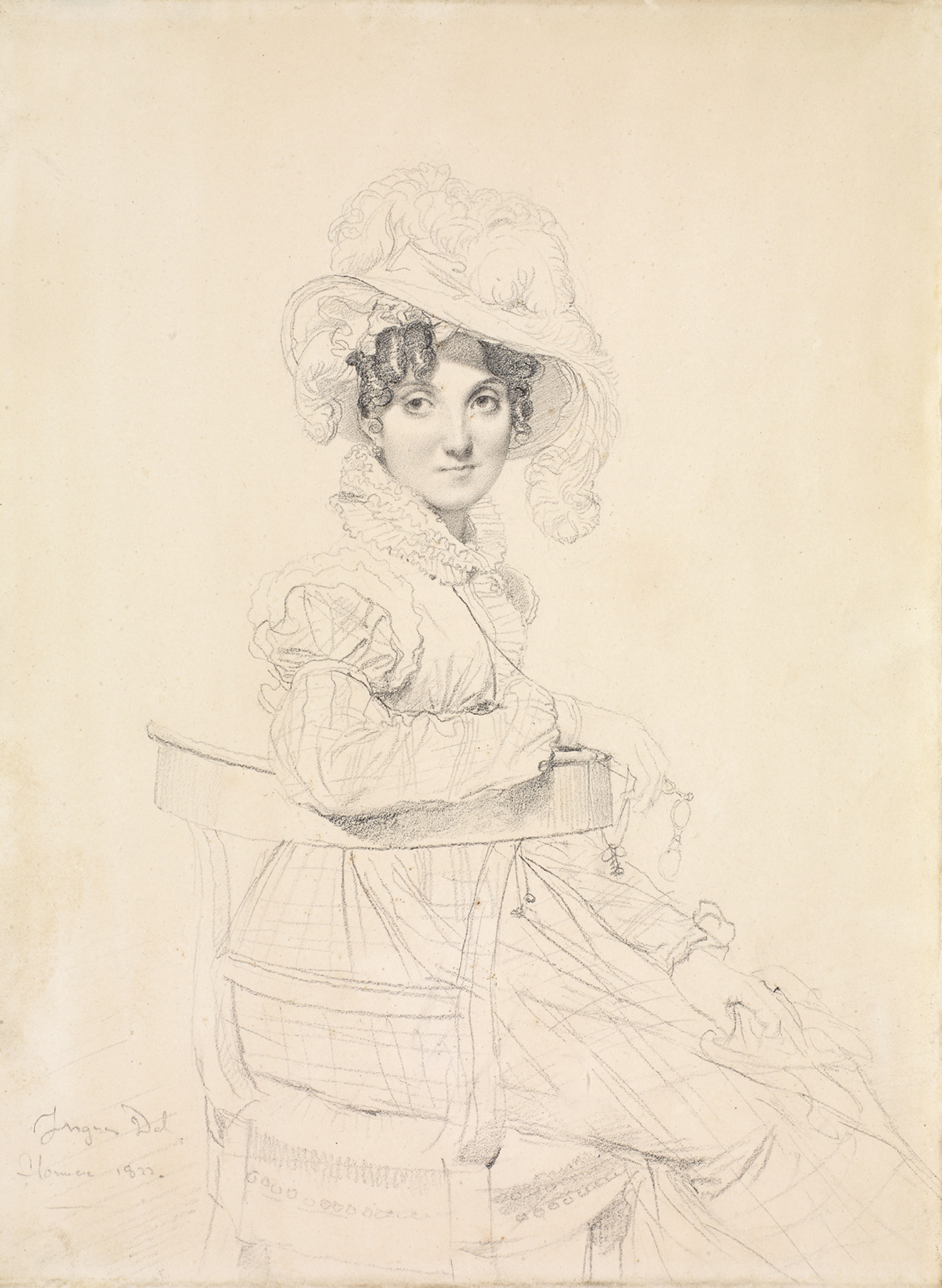
Portrait de la comtesse Amédée de Pastoret, par Ingres.

Amédée de Pastoret épouse le 20 juillet 1815 Louise Alphonsine Alexandre de Neufermeil de Montry (1795-1876), fille d'André Sauveur, comte Alexandre de Neufermeil, et Marie Jeanne Colbert de Chabanais . Une fille unique est issue de ce mariage :
- Marie de Pastoret (1817-1890), mariée avec Hervé de Rougé, marquis du Plessis-Bellière (1809-1890), fils de Bonabes Louis Victurnien Alexis, marquis de Rougé, maréchal de camp, pair de France, et de Timarette de Crussol d'Uzès. Sans postérité.

### Œuvres
- Les Troubadours, poème (1813)
- Des moyens mis en usage par Henri IV pour s'assurer la couronne (1815 et 1819)
- Les Normands en Italie ou Salerne délivrée, poème (1818)
- Sur Monseigneur le duc de Berry (1820)
- Le duc de Guise à Naples, roman (1825)
- Récits historiques (1826)
- Le Duc de Guise à Naples, ou Mémoires sur les révolutions de ce royaume en 1647 et 1648, Paris, Urbain Canel, in 8°, 318 p. (1828) ;
- Histoire de la chute de l'empire grec, 1400-1480, Paris, A. Levavasseur, Urbain Canel, in 8°, VI-357 pp. (1829) ;
- Raoul de Pellevé, Souvenirs du temps de la Ligue, Paris, E. Renduel, 2 volumes, 354-370 pp. (1834) ;
- Erard du Châtelet, esquisses du temps de Louis XIV (1661-1664), Paris, Delloye, 2 volumes in 8° (1835) ;
- Souvenirs de Néris et de ses environs, Paris, imprimerie Duverger, in f°, 48 p. 24 planches lithographiées d'après les dessins d'Adélaïde d'Osmond (1836) ;
- Claire Catalanzi ou La Corse en 1736 (1838) ;
- Instructions à l'usage des voyageurs en Orient. Histoire. Les Croisades. Paris, Imprimerie impériale, 1 vol. in 8°, II+138 pp. (1856).

## Pour approfondir

### Sources
- Adolphe Robert et Gaston Cougny, Dictionnaire des parlementaires français, Edgar Bourloton, 1889-1891 [détail de l’édition]
- Notices d'autorité :   - VIAF
  - ISNI
  - BnF (données)
  - IdRef
  - LCCN
  - GND
  - Italie
  - Pologne
  - Vatican
  - WorldCat
- Ressources relatives à la vie publique :   - base Léonore
  - Sénat
- Ressource relative aux beaux-arts :   - Académie des beaux-arts
- Ressource relative à la recherche :   - La France savante
- Notice dans un dictionnaire ou une encyclopédie généraliste :   - Deutsche Biographie

### Pages connexes
- Le comte Amédée David de Pastoret (son portrait par Ingres)
- Emmanuel de Pastoret (son père)
- Hotel du Plessis-Bellière (son hôtel particulier parisien)
- Entrée à Paris du dauphin, futur Charles V (une des peintures de sa collection)
- Liste des peintures de Jean-Auguste-Dominique Ingres